# パノラマ写真
パノラマ写真（パノラマしゃしん）とは、広い範囲を撮影した写真。通常の35ミリ銀塩フィルムの縦横比(2:3)や、標準的なディスプレイ／デジタルカメラの縦横比(3:4)ではなく、横長または縦長の写真。パーソナルコンピュータ上で、360度の全景データを作成し、連続的に表示する技術もあり、これもパノラマ写真の一種と考えられる。上下左右全てを撮影した完全な全天球写真の場合は、縦横比(2:1)である。

台湾台北のパノラマ写真。

## パノラマ写真の作成方法
銀塩フィルムカメラでは、パノラマカメラの項に示すような方法があり、レンズ付きフィルムでもパノラマ撮影が可能な製品がある。手法によっては、画像粒子密度が低くなり、画質の劣化を招く。
現在はパーソナルコンピュータ上で写真デジタルデータ画像を複数枚合成する手法が最も一般的に使われている。写真編集ソフトウェアやパノラマ写真作成専用ソフトウェアで合成機能が提供されている。これらのソフトウェアには、複数画像間の露出の違いや歪みの補正を自動的に行い、写真の継ぎ目を目立たなくする機能を備えている製品もある。
近年のデジタルカメラには、HDTVの縦横比(9:16)で撮影できる機能や、複数枚の写真をカメラ本体で合成する機能を提供する製品もある。
スマートフォンアプリでは、Googleカメラという、全天球360度で撮影し、自動的に合成処理可能なものもある。

## パノラマ写真の作成例
以下の例では、写真1、写真2、写真3をパノラマ作成用ソフトウェアで合成し、不要部分を写真編集ソフトウェアでトリミングして三俣蓮華岳頂上からの展望パノラマ写真を作成している。

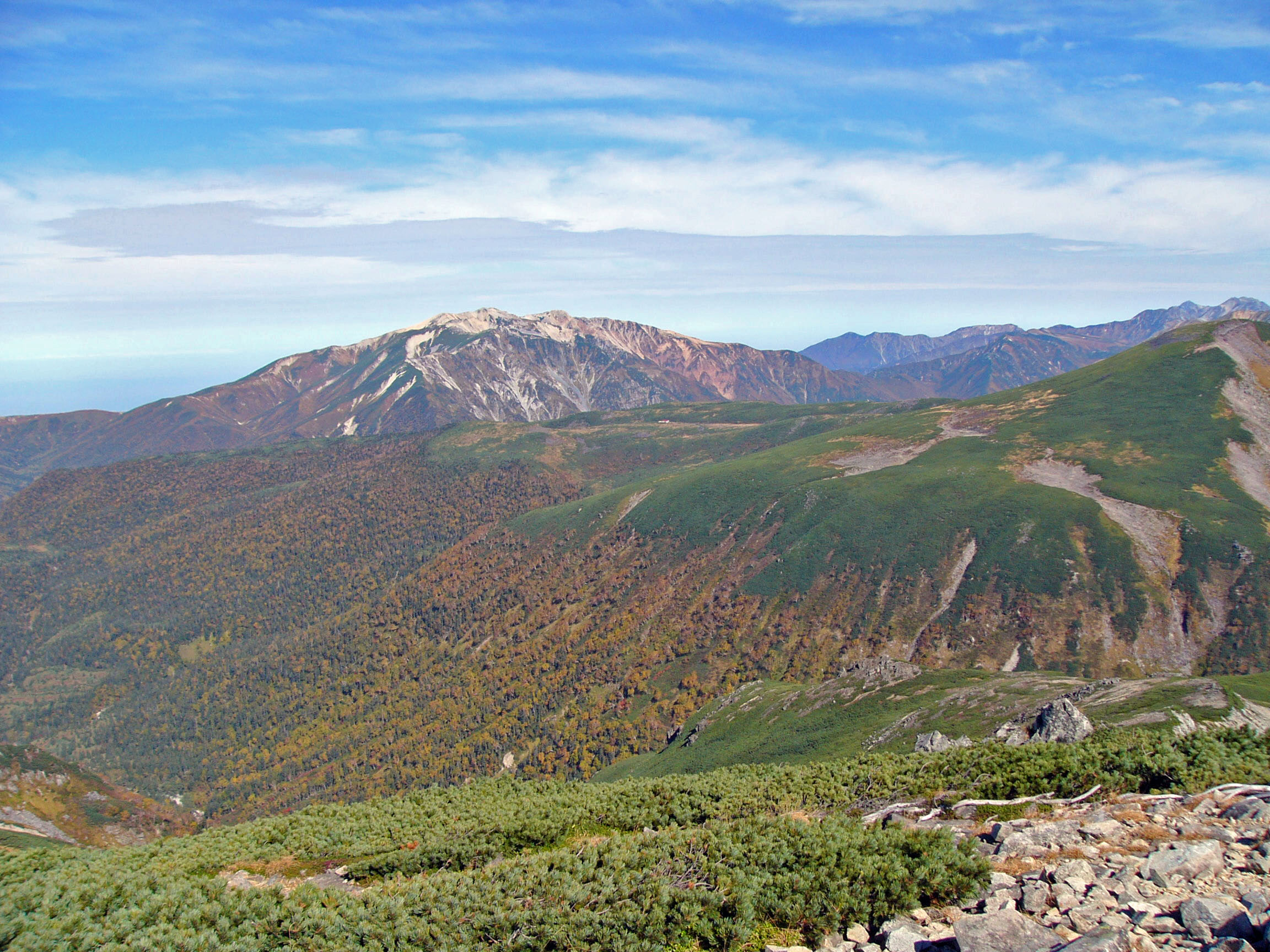
写真1
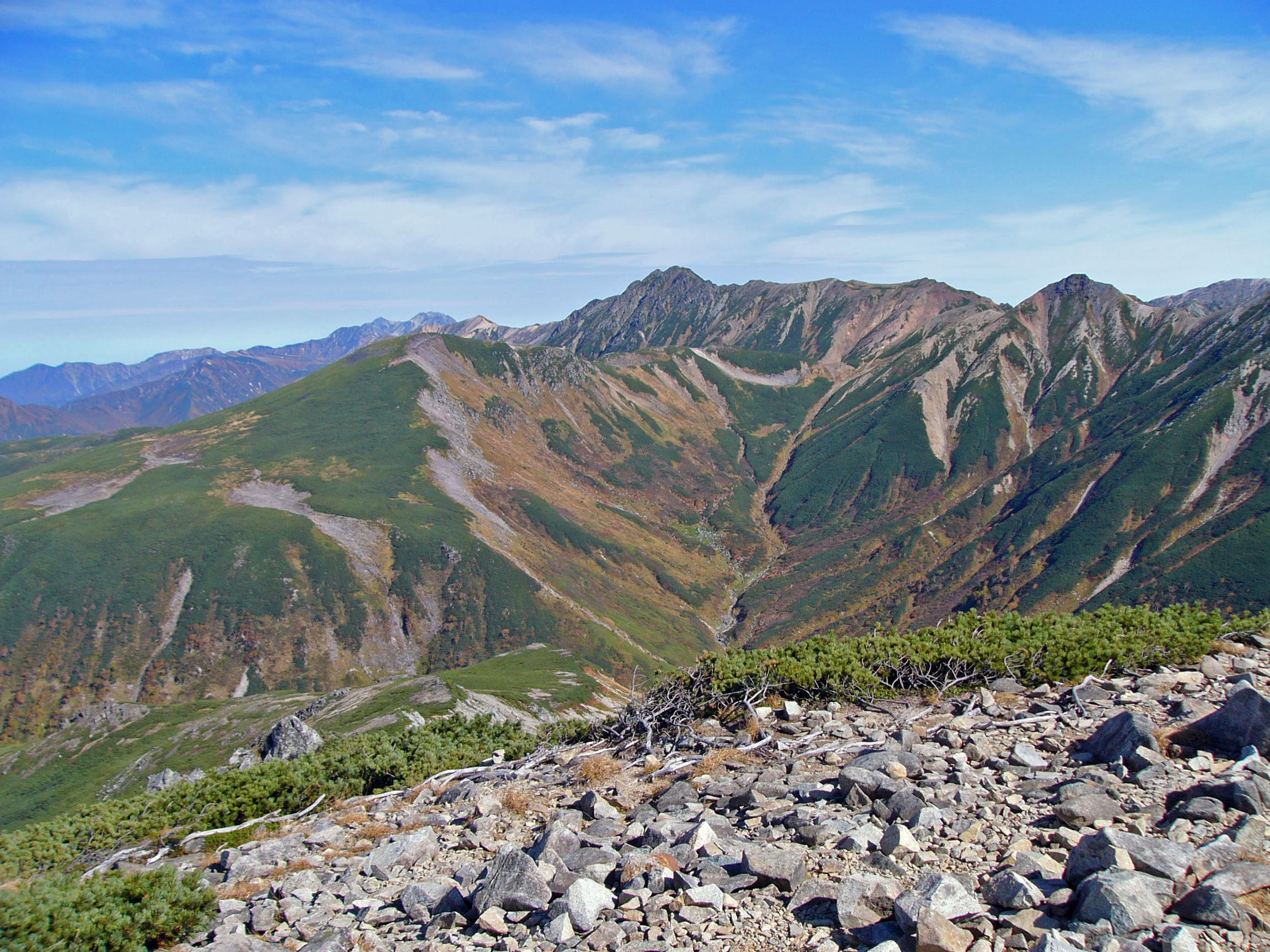
写真2
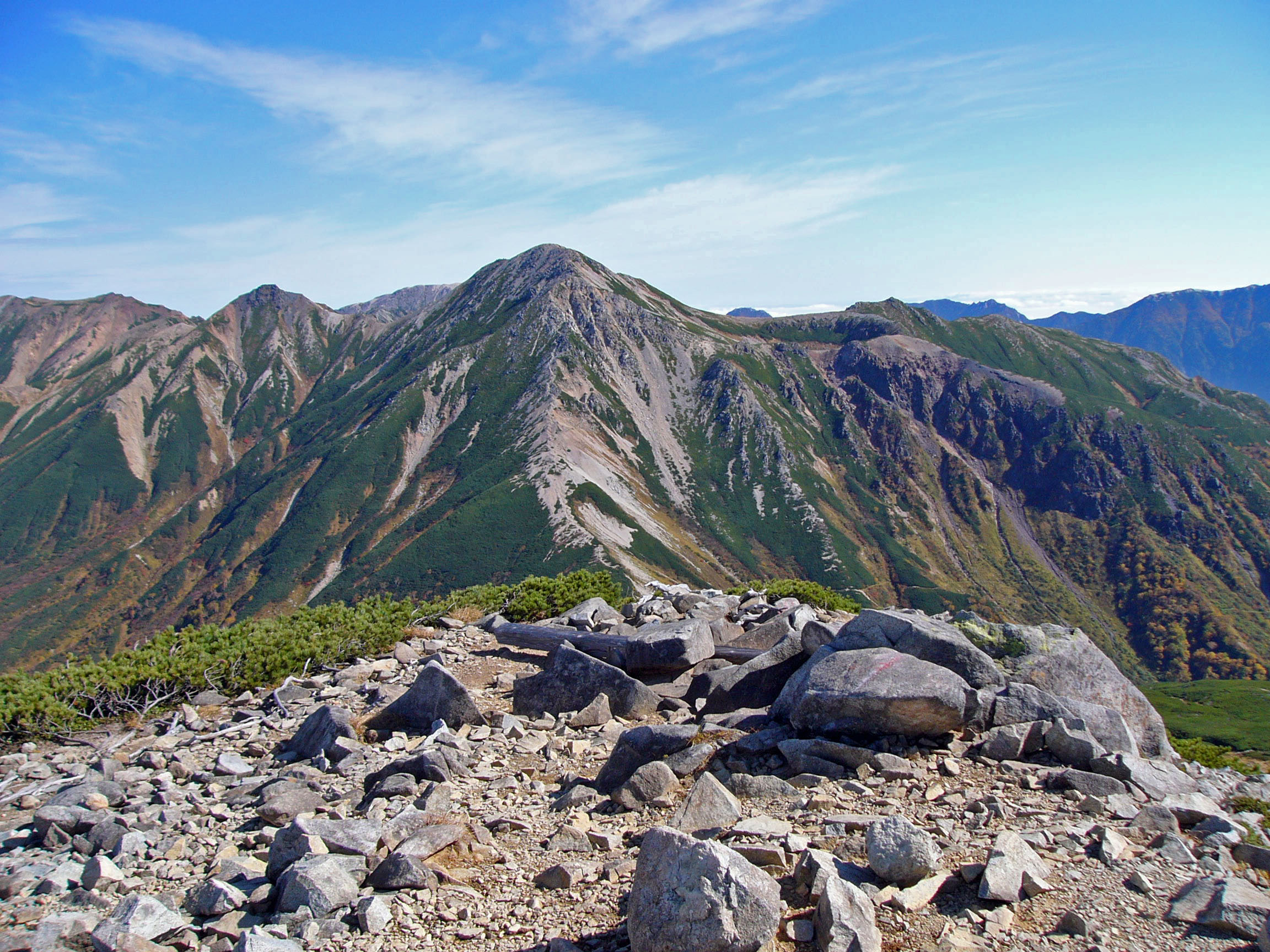
写真3

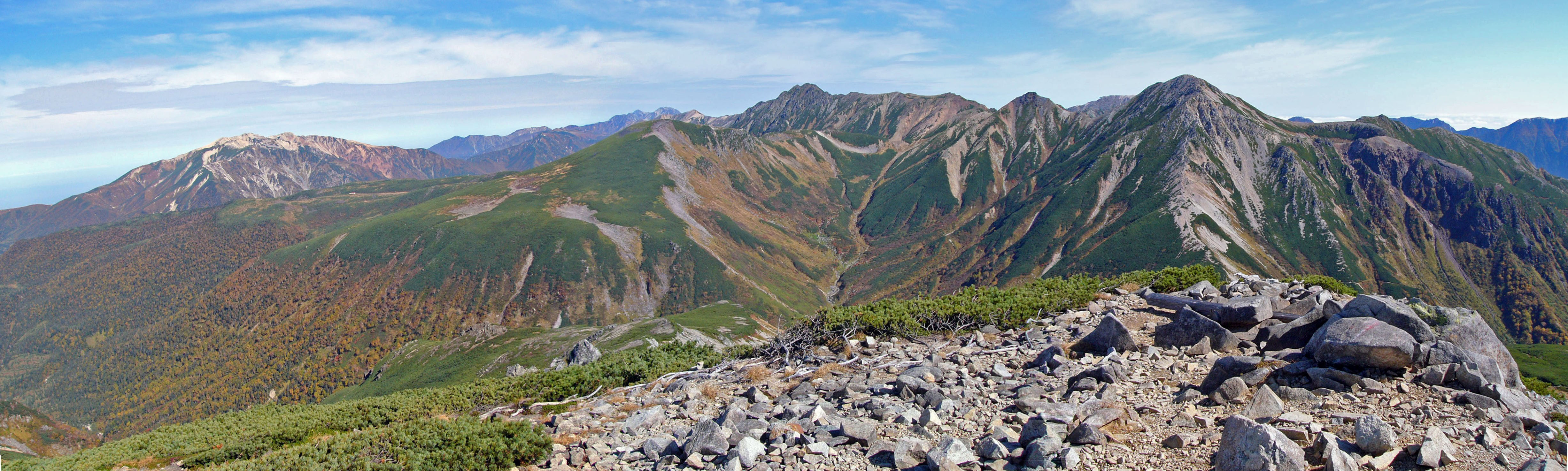
三俣蓮華岳頂上からの展望パノラマ写真。百名山の薬師岳,水晶岳,鷲羽岳遠くには剣岳も写っている

また以下の例では、カメラ自身が撮影ガイドを表示することによって、3枚の写真を自動的にカメラ内部で合成したものである。

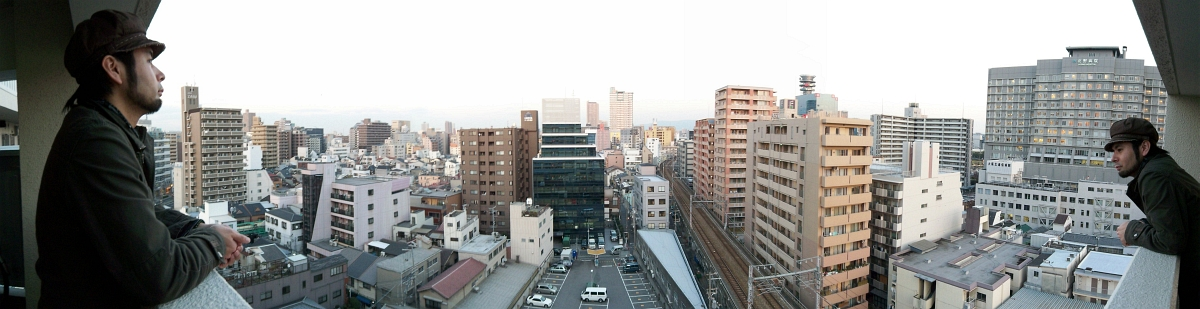
組み合わせで作るパノラマ写真では、同じ人間を双子のように表現することも可能。

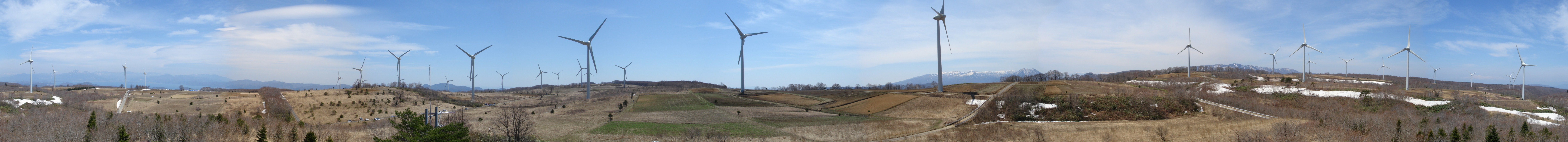
約10枚の画像を合成した360度のパノラマ画像。個々の画像のカラーレベルを合成前に合わせないとパートにより色調が変わる。かなりラフなステッチ構図でもソフトが強力に補正してくれる。

360度パノラマの例